# Paridris stenus
Paridris stenus är en stekelart som beskrevs av Kononova och Pyotr N.Petrov 2000. Paridris stenus ingår i släktet Paridris och familjen Scelionidae. Inga underarter finns listade i Catalogue of Life.